# Луцій Сергій Фіденат
Лу́цій Се́ргій Фідена́т (лат. Lucius Sergius Fidenas; ? — після 418 до н. е.) — політичний, державний і військовий діяч часів ранньої Римської республіки, консул 437 і 429 роки до н. е., військовий трибун з консульською владою (консулярний трибун) 433, 424 і 418 років до н. е.

## Життєпис
Походив з патриціанського роду Сергіїв. Син Луція Сергія. Про молоді роки немає відомостей. 
У 437 році до н. е. його було вперше обрано консулом разом з Марком Геганієм Мацеріном. З успіхом воював проти міста-держави Фідени, за що отримав агномен «Фіденат». Потім рушив проти Вейїв, з армією яких зустрівся біля річки Анієна. Тут римляни перемогли вейянців, проте зазнали відчутних втрат. Тому за рішенням сенату консули призначили диктатора — Мамерка Емілія Мамерціна.
У 433 році до н. е. його було вперше обрано сенатом військовим трибуном з консульською владою разом з Марком Фабієм Вібуланом і Марком Фолієм Флакцінатором. Разом з колегою боровся проти мору та голоду у Римі, опікувався зокрема доставкою зерна з Сицилії.
У 429 році до н. е. його було вдруге обрано консулом разом з Гостом Лукрецієм Тріціпітіном. Їхня каденція пройшла спокійно, без якихось значних подій.
У 424 році до н. е. його вдруге було обрано військовим трибуном з консульською владою, цього разу разом із Аппієм Клавдієм Крассом Інрегілленом, Секстом Юлієм Юлом і Спурієм Навцієм Рутилом). Разом з колегами провели ігри на честь перемог над Фіденами та Вейями. Потім Сергій з колегами обрали консулів на 423 рік до н. е. Ними стали Гай Семпроній Атратін і Квінт Фабій Вібулан Амбуст.
У 418 році до н. е. його було втретє обрано військовим трибуном з консульською владою разом із Гаєм Сервілієм Аксіллою, Марком Папірієм Мугілланом. Сергій і Папірій очолили військо проти міста еквів Лабікан, де в день, коли римським військом командував Сергій, римляни зазнали поразки. Тоді сенат призначив диктатора Квінта Сервілія Структа Пріска Фідената. 
З того часу про подальшу долю Луція Сергія Фідената немає відомостей.